# Aegilops sharonensis
Aegilops sharonensis är en gräsart som beskrevs av Alexander Eig. Aegilops sharonensis ingår i släktet bockveten, och familjen gräs. Inga underarter finns listade i Catalogue of Life.